# Lone Rock (Iowa)
Lone Rock es una ciudad ubicada en el condado de Kossuth en el estado estadounidense de Iowa. En el Censo de 2010 tenía una población de 146 habitantes y una densidad poblacional de 477,72 personas por km².

## Geografía
Lone Rock se encuentra ubicada en las coordenadas 43°13′15″N 94°19′32″O / 43.22083, -94.32556. Según la Oficina del Censo de los Estados Unidos, Lone Rock tiene una superficie total de 0.31 km², de la cual 0.31 km² corresponden a tierra firme y (0%) 0 km² es agua.

## Demografía
Según el censo de 2010, había 146 personas residiendo en Lone Rock. La densidad de población era de 477,72 hab./km². De los 146 habitantes, Lone Rock estaba compuesto por el 99.32% blancos, el 0% eran afroamericanos, el 0% eran amerindios, el 0% eran asiáticos, el 0% eran isleños del Pacífico, el 0% eran de otras razas y el 0.68% pertenecían a dos o más razas. Del total de la población el 1.37% eran hispanos o latinos de cualquier raza.